# 山沢静吾
山沢 静吾（やまざわ せいご、1846年1月12日（弘化2年12月15日） - 1897年3月30日）は、日本陸軍の軍人。最終階級は陸軍中将従三位勲二等。男爵。別名・盛致、鉄之進。

## 経歴
薩摩藩士・山沢十太夫の長男として生まれる。戊辰戦争に参戦し、1869年、第1大隊5番小隊長となり、同年、御親兵として上京。1871年、陸軍大尉任官。1872年、免本官となり牧畜研究のためアメリカに派遣される。1874年5月帰国し、同年10月、陸軍中佐に任官し、陸軍省出仕・陸軍生徒取締としてフランスに派遣される。1877年5月から翌年7月まで露土戦争の観戦武官として派遣され、プレヴェン包囲戦に従軍、ロシアとルーマニアから軍功賞牌が下賜される。
歩兵第3連隊長や歩兵第1連隊長、近衛歩兵第1連隊長などを歴任し、1885年5月、陸軍少将に昇進。歩兵第3旅団長や歩兵第10旅団長、留守歩兵第9旅団長を経て、1895年1月、陸軍中将に昇進。留守第5師団長を経て、日清戦争に第4師団長として出征した。
1895年12月、西南戦争・日清戦争の軍功を賞されて男爵を授けられる。
明治30年3月30日薨去。墓所は2017年までは青山霊園1-イ-10-1にあったが、現在は墓じまいとなり同霊園の2-イ-10付近にある立体埋蔵施設第2区に合葬されている。

## 栄典
位階
- 1886年（明治19年）10月28日 - 従四位[4]
- 1892年（明治25年）2月13日 - 正四位[5]

勲章等
- 1889年（明治22年）11月25日 - 大日本帝国憲法発布記念章[6]
- 1893年（明治26年）11月29日 - 勲二等瑞宝章[7]
- 1895年（明治28年）12月4日 - 男爵・旭日重光章[8]

## 親族
- 妻:操 - 北海道士族・木村広凱の二女[9]
- 娘:橋口ヒサ（橋口勇馬陸軍少将の妻）[10][11]
- 長男:幾太郞 - 男爵を継ぐ。妻の幾枝は早川千吉郎の妹[9]。長男・静一が襲爵[12]
- 息子:鉄五郎 - 学習院初等科、中等科、高等科を経て京都大学政治学科に進み、伊藤伝右衛門の異母妹・初枝の入り婿となり、伊藤鉄五郎と称した[13][12]。
- 息子:乾次 - 陸軍砲兵中尉[12]
- 曽孫:タケミ・ササモリ - 2009年に東京で開かれた日本・ブルガリア外交関係再開50周年式典に山沢の曾孫として招待された[14]。